# Protestantse Stadskerk Karlsruhe
De Protestantse Stadskerk (Duits: Evangelische Stadtkirche) is een protestants kerkgebouw in de binnenstad van Karlsruhe (Baden-Württemberg).

## Geschiedenis
De kerk werd volgens het classicistische ontwerp van Friedrich Weinbrenner in opdracht van groothertog Karel Frederik van Baden als kathedrale kerk van het land Baden aan het Marktplein (Marktplatz) gebouwd.
De eerstesteenlegging van de kerk vond plaats op 8 juni 1807 en de inwijding van de kerk volgde met Pinksteren op 2 juni 1816.
Het kerkgebouw raakte in de Tweede Wereldoorlog bij een bombardement op stad op 27 mei 1944 zeer zwaar beschadigd, maar werd na de oorlog onder leiding van Horst Linde herbouwd. Het uiterlijk van de kerk werd volgens het oorspronkelijke kerkgebouw gereconstrueerd, maar het interieur kreeg een moderne inrichting. Op 30 november 1958 wijdde de toenmalige bisschop Julius Bender de kerk opnieuw in.

## Architectuur

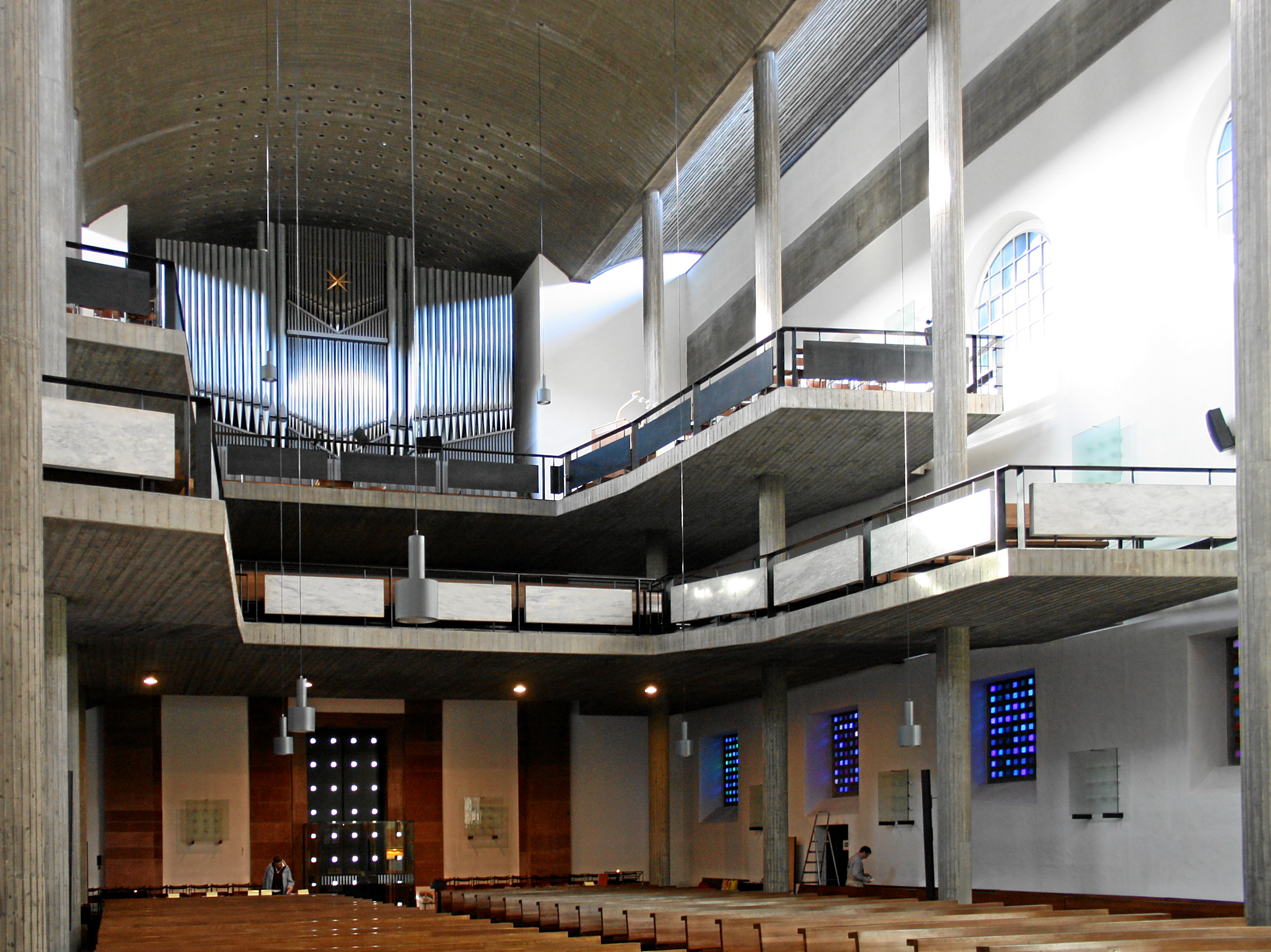
Het moderne interieur van de Stadskerk

De groothertog oefende zelf grote invloed uit op het aanzien van de kerk, die naar de grondtrekken van een Griekse tempel werd ontworpen. Voor de vlakgedekte galerijzaal bevindt zich een portico waarvan de zes zuilen Korinthische kapitelen hebben.
De klokkentoren is 61,70 meter hoog en via 150 treden kan men een platform betreden. De vredesengel op de spits is 2,70 meter hoog en betreft een replica van de oorspronkelijke engel.
In de toren hangt een groot gelui van vijf klokken. Ze werden in 1958 door de klokkengieterij Bachert gegoten en zijn als volgt gestemd: as0–c1–es1–f1–as1.
De onderkerk dienst vroeger als grafkerk voor de groothertogelijke familie. Daarom werd de kerk ook bekend als de Hofkerk. De kisten werden in 1946 naar het mausoleum in Fasangarten overgebracht.

## Orgel
Tot 1944 bevond zich in de kerk een groot orgel, dat op een in 1751 door Johann Andreas Silbermann en zijn broer Johann Daniel voor de stiftskerk Sint-Joris van Villingen gebouwd instrument terugging. Na de secularisatie van het benedictijner klooster in Villingen op 8 november 1806 werd het staatsbezit en kon groothertog Karel Frederik het orgel eigenmachtig ondanks weerstand van de Villinger bevolking aan de nieuwe protestantse kerk schenken. Tot de verwoesting in de laatste wereldoorlog werd het orgel herhaaldelijk gemoderniseerd en vergroot.
Na de wederopbouw van de kerk werd in 1957 een nieuw orgel van de orgelbouwfirma G.F. Steinmeyer & Co. met elektrische speel- en registertracturen in gebruik genomen.
Een tweede orgel bevindt zich links van altaar. Het koororgel werd in 2005 door de firma Rémy Mahler uit Pfaffenhoffen (Frankrijk) gebouwd.